# Septuaginta

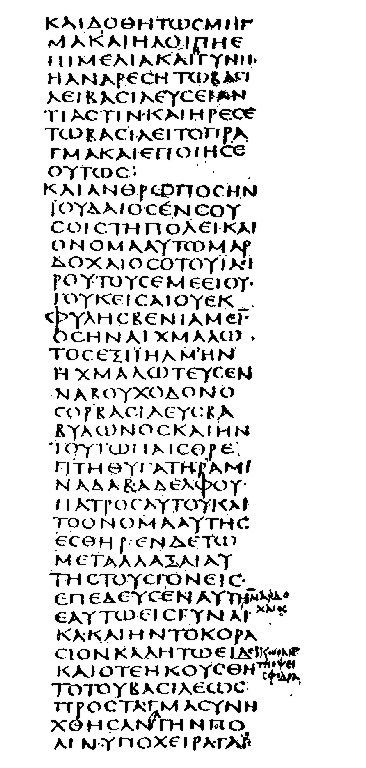
Kodeks synajski LXX z IV lub pocz. V w. – fragment Księgi Estery

Septuaginta (z łac. siedemdziesiąt; oznaczana rzymską liczbą LXX oznaczającą 70, w wydaniach krytycznych przez symbol 𝔖) – pierwsze tłumaczenie Biblii hebrajskiej i innych religijnych tekstów judaizmu z hebrajskiego i aramejskiego na grekę. Nazwa pochodzi od liczby tłumaczy, którzy mieli brać udział w pracach nad przekładem Tory. Przekład ten powstawał stopniowo pomiędzy 250 a 150 rokiem p.n.e. w Aleksandrii, i jest dziełem wielu tłumaczy.
Od czasu powstania tego tłumaczenia aż do wieku IV n.e., z którego pochodzą najstarsze prawie pełne odpisy Septuaginty (Kodeks Watykański i Synajski z IV wieku oraz Aleksandryjski z wieku V), jej tekst przeszedł długą drogę kolejnych kopii, wersji, dokonanych recenzji, korekt, uzupełnień oraz prób ujednolicenia treści.

## Historia przekładu
Według pseudoepigraficznego Listu Arysteasza na zaproszenie króla Ptolemeusza II Filadelfa do Aleksandrii w Egipcie miało przybyć siedemdziesięciu dwóch uczonych żydowskich, po sześciu z każdego z dwunastu plemion Izraela, którzy po oficjalnym podjęciu na dworze rozpoczęli przekład Tory na grekę (koine). Mieli oni pracować osobno, a potem wymienić się efektami tłumaczenia i ustalić ostateczną wersję dzieła. Przekład ukończyli po siedemdziesięciu dniach. Wówczas okazało się, że poszczególne teksty tłumaczenia są identyczne, co odebrano jako znak od Boga. Król chciał znać dzieło, którym posługiwała się diaspora żydowska. Septuaginta zaś znalazła się niewątpliwie wśród rękopisów w zbiorach Biblioteki Aleksandryjskiej.
Za czasów Ptolemeusza II przetłumaczono jednak tylko Pięcioksiąg Mojżeszowy, potem stopniowo inne księgi biblijne (Proroków i Pisma), wreszcie dodano teksty napisane od razu po grecku, np. Księgę Mądrości, cztery Księgi Machabejskie czy Psalmy Salomona. Księgi spisane po grecku nie weszły w skład Biblii hebrajskiej, a co za tym idzie nie weszły do kanonu protestanckiego. Zaś w katolicyzmie i prawosławiu niektóre księgi Septuaginty uznano za natchnione, inne funkcjonują jako apokryfy, tzn. pobożne pisma o wielkim autorytecie w starożytności, które nie znalazły się w kanonie.
Septuaginta została przyjęta z entuzjazmem w diasporze żydowskiej, z czasem jednak została odrzucona przez rabinów. Talmud powstanie Septuaginty porównuje do dnia, w którym wzniesiono złotego cielca. Powodem było to, że Septuagintą posługiwali się chrześcijanie. 8 lutego 533 roku n.e. cesarz Justynian udzielił zgody na publiczne czytanie na terenie Imperium Rzymskiego świętych ksiąg żydowskich w dowolnym języku. Równocześnie stwierdził, że tam gdzie jest używany język grecki powinno korzystać się z tekstu siedemdziesięciu tłumaczy jako ich najdokładniejszego tłumaczenia. W ten sposób dopuścił tłumaczenie Septuaginty do publicznego użytku. 

## Opis
Ponieważ faktycznie przekład powstawał przez długi czas i był dziełem wielu tłumaczy, jest on zróżnicowany pod względem wierności tekstowi hebrajskiemu. W Pięcioksięgu, Księdze Psalmów czy Pieśni nad pieśniami jest niemal dosłowny, podczas gdy na przykład w Księdze Hioba czy Daniela jest swobodną parafrazą. Wersja Księgi Daniela pochodząca z Septuaginty została w Kościele tak skutecznie zastąpiona przez przekład Teodocjona, że tylko dwa rękopisy greckiego Starego Testamentu zawierają jej tekst w przekładzie Septuaginty, chociaż stanowiła ona podstawę Hexapli. Jest to Codex Chisianus, znany jako Kodeks 87 (Holmes i Parsons MS. 88 [Rahlfs 88]), oraz Papirus 967 zawierający treść Księgi Daniela w wersji LXX jeszcze z okresu sprzed powstania Hexapli Orygenesa.
W Księdze Estery Septuaginta zawiera kilka dodatków. Są to dekrety królewskie, sen Mardocheusza wraz z jego wyjaśnieniem, modlitwy Mardocheusza i Estery oraz kilka fragmentów o treści historycznej. Rękopisy Księgi Daniela zawierają trzy dodatki: modlitwę Azariasza i pieśń trzech młodzieńców, opowiadanie o Zuzannie oraz opowiadanie o Belu i wężu.
Natomiast wersja Księgi Jeremiasza pochodząca z Septuaginty jest krótsza od tekstu hebrajskiego. Septuaginta omija m.in. następujące fragmenty: 10,6–8; 27,19–22; 29,16–20; 33,14–26; 39,4–13; 52,2.3.15.28–30. W sumie pomija ona około 2700 słów, które znajdują się w tekście masoreckim.
Ponadto Septuaginta obok ksiąg należących do tradycyjnego kanonu hebrajskiego zawiera też księgi zachowane jedynie po grecku, również deuterokanoniczne (Księgę Mądrości, Mądrość Syracha, 1 i 2 Księgę Machabejską, Księgę Tobiasza, Księgę Judyty, Księgę Barucha), a także księgi apokryficzne (Psalm 151, Psalmy Salomona, 3 i 4 Księgę Machabejską). Prawosławie natomiast poza księgami deuterokanonicznymi uznaje 2 Ezdrasza (zaczynającą się od słów: „I spełnił Jozjasz Paschę w Jerozolimie”), 3 Ezdrasza (tylko w Biblii staro-cerkiewno-słowiańskiej oraz czasem w rosyjskiej), Psalm 151, 3 Machabejską oraz dodatki: Modlitwa Manassesa (przy końcu 2 Księgi Kronik) i zakończenie Księgi Hioba (w LXX od 42,17b).
Około 5% manuskryptów hebrajskich pochodzących z Kumran potwierdza warianty tekstowe Septuaginty, podczas gdy około 60% rękopisów biblijnych zawiera tekst zgodny z tekstem masoreckim.

## Recenzje

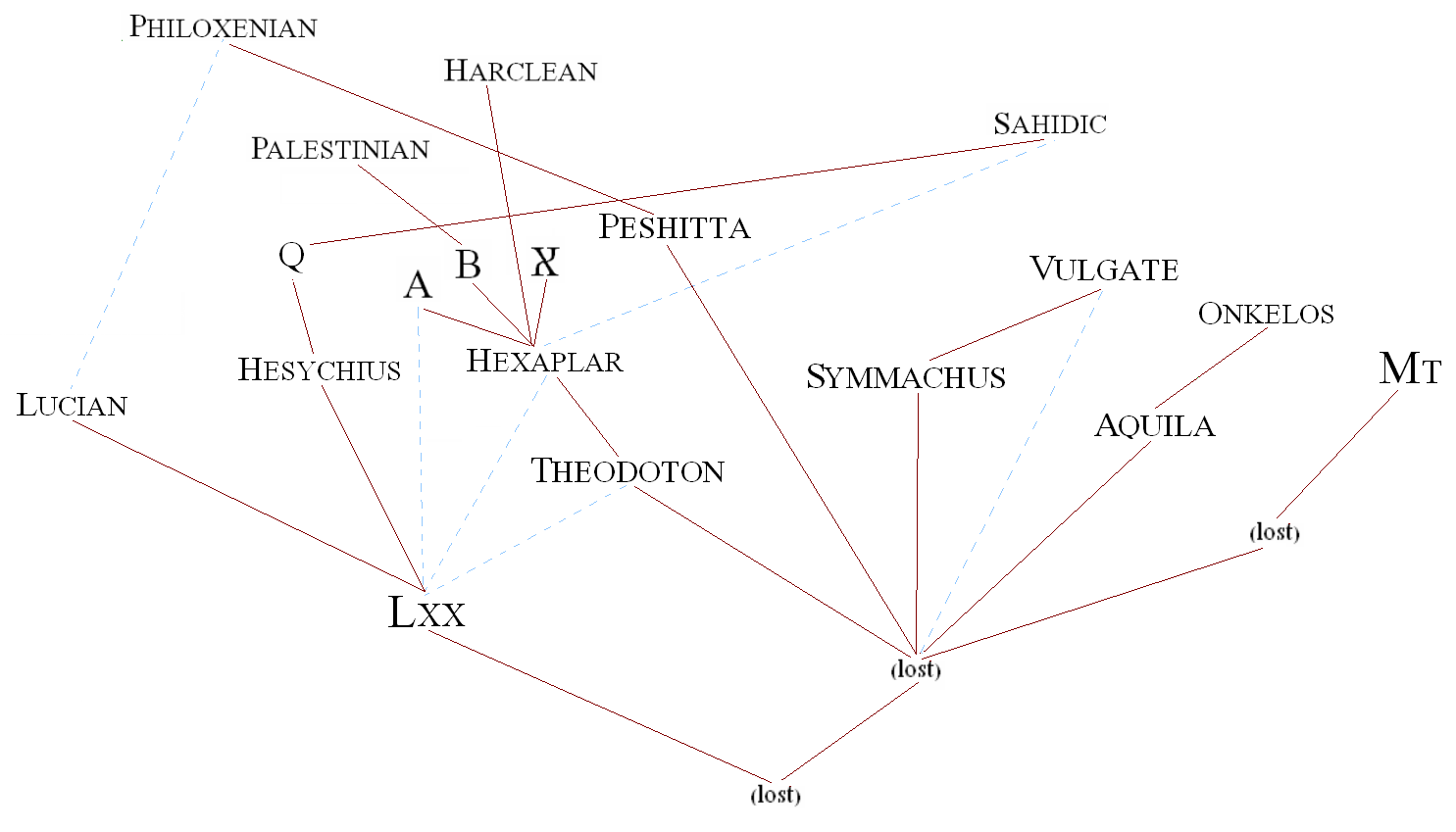
Zależność pomiędzy starożytnymi przekładami i recenzjami ST

Paul de Lagarde wyróżnił trzy starożytne recenzje tekstu Septuaginty: egipska (E), syryjska (S) i palestyńska (P). Dzisiaj dodaje się jeszcze czwartą – konstantynopolitańską. Szereg rękopisów ma tekst mieszany.
- heksaplarna inaczej palestyńska, reprezentowana przez rękopisy: G, M, Q; 15, 22, 38, 58, 72, 86, 88, 135, 137, 138, 139, 161, 248, 249, 250, 252, 255, 256, 258, 259, 264, 268, 273; Cod. Reg. gr. 129, 131, 132, Ars.8415, Escurial S. t. 16, Leipzig gr. 361, Zürich c. ii, Athos Vatop. 516, Pantocr. 24, Protaton. 53, Laur. g. 112. Ze starożytnych przekładów reprezentuje ten tekst: saidzki dialekt koptyjskiego, ormiański, syroheksaplarny[15].
- recenzja lucjańska albo syryjska (dokonana przez Lucjana z Antiochii), reprezentowana przez: 19, 12, 36, 48, 51, 62, 82, 90, 93, 95, 108, 118, 144, 147, 153, 185, 231, 233, 245, 308; Parts Coisl. gr.184, Athens bibl. nat. 44. Przekłady: Vetus Latina, filokseński, gocki, ormiański (w niektórych partiach), staro-cerkiewno-słowiański. Z Ojców Kościoła posługiwali się tą recenzją: Jan Chryzostom oraz przedstawiciele szkoły antiocheńskiej[16].
- hezychiańska albo egipska (dokonana przez Hezychiusza z Egiptu), reprezentowana przez: Q, 26, 44, 49, 68, 74, 76, 84, 87, 90, 91, 106, 107, 134, 198, 228, 238, 306. Paris suppl. gr. 609. Przekłady na dialekt bohairski, przekład ormiański (w niektórych partiach). Cyryl z Aleksandrii oraz inni przedstawiciele szkoły aleksandryjskiej[17]. Reprezentują ją przekłady koptyjskie oraz etiopski[18].
- konstantynopolitańska, bazuje na recenzji dokonanej przez Pamfila z Cezarei, reprezentowało ją Pięćdziesiąt Biblii Konstantyna przygotowanych przez Euzebiusza na potrzeby Konstantynopola. Reprezentują ją dziś rękopisy: A, M, V, 29, 59, 68, 71, 82, 121 i 122[19].

## Imię Boże
Problemem było zapisanie w języku greckim imienia Boga, gdyż alfabet grecki nie posiada spółgłoski „h”. Pośród najstarszych rękopisów Septuaginty istnieją trzy sposoby pisania imienia Bożego:
- w pierwszej wersji imię Boże pozostawiono nieprzetłumaczone i pisano je po hebrajsku. Przykładem jest Papirus Fouad 266 z I w. p.n.e.[20][a], jakkolwiek Pietersma twierdzi, że pierwotnie rękopis miał zawierać ΚΥΡΙΟΣ, ale drugi skryba wpisał tetragram.
- w drugiej wersji imię Boże zostało oddane przez greckie litery IAΩ (IAO), przykładem jest papirus 4Q LXXLev b z I w. p.n.e. lub też zapisane skrótem (P.Oxy. VII.1007), w formie podwójnego Jod.
- w trzeciej wersji imię Boże zostało zastąpione przez Kyrios (gr. Pan). Przykładem jest większość rękopisów, w tym wielkie kodeksy (S, A, B, C).

Najstarszy rękopis Septuaginty, Papirus Rylandsa 458 (II w. p.n.e.), w Pwt 26,17 ma uszkodzony tekst, Colin H. Roberts sądził, że jest tam Kyrios, Paul Kahle natomiast, że jest tam tetragram. Najmłodszym greckim manuskryptem zawierającym tetragram jest Ambrosiano O 39 sup. Jest to fragment Hexapli Orygenesa, przekazujący również tekst Septuaginty. Rękopis ten pochodzi z końca IX wieku, a jest przechowywany w Bibliotece Ambrozjańskiej. Hieronim wspomniał o praktyce zamiany tetragramu na grecką formę ΠΙΠΙ (PIPI) czego reprezentantem jest manuskrypt Taylor-Schechter 12.182. Większość badaczy jest zdania, że tetragram jest pierwotną formą.

## Znaczenie
Septuaginta była największym tłumaczeniem starożytnym tekstu obcojęzycznego na grekę. Opis jej tłumaczenia (List Arysteasza) powstał około wiek później od samego przekładu, niemniej oddaje rangę, którą Septuaginta cieszyła się aż do powstania chrześcijaństwa i oficjalnego sprecyzowania składu Biblii hebrajskiej. Stwierdzono wówczas, że święte mogą być tylko księgi powstałe na terenie Kanaanu (Ziemi Świętej) i w języku hebrajskim. Dzień powstania Septuaginty Żydzi określili wówczas jako najgorszy od dnia grzechu pierworodnego. Najprawdopodobniej stało się to wskutek zagrożenia ze strony chrześcijaństwa, które posługiwało się właśnie Septuagintą.
Cytaty Starego Testamentu zawarte w Nowym Testamencie w ogromnej większości pochodzą właśnie z Septuaginty. Z ogólnej liczby około 350 cytatów Starego Testamentu około 300 jest zgodnych z wersją LXX. Po odrzuceniu Septuaginty przez Żydów powstało jeszcze kilka innych tłumaczeń na grekę (Akwila, Symmachus, Teodocjon, Quinta), ale nie dorównują one rangą ani wartością naukową Septuagincie.
Z Septuaginty dokonano pierwszych przekładów na dialekty języka koptyjskiego. Przekłady starosyryjskie i starołacińskie dokonane zostały z LXX. Zauważalny jest wpływ LXX na Wulgatę, a zwłaszcza na Peszittę.

## Rękopisy
Septuaginta przetrwała do naszych czasów w trzech głównych recenzjach: hezychiańskiej, lucjańskiej oraz orygenesowskiej Hexapli. Do najstarszych zachowanych rękopisów należy sześć niewielkich fragmentów należących do rękopisów z Qumran. 27 papirusów zawierających fragmenty Septuaginty pochodzi z Oksyrynchos. Do naszych czasów zachowało się ponad 2000 rękopisów Septuaginty.
Ważniejsze manuskrypty Septuaginty: 
- Grupa papirusów A. Chestera Beatty’ego, dziewięć z nich stanowi ST (np. Papirus 967), trzy – NT.
- Codex Synaiticus (S), 129 kart, zaw. grecki tekst całej Biblii oraz List Pseudo-Barnaby i Pasterz Hermasa; brakuje Rdz 1, 1–46, 28; Ps 105, 27–137, 6; pochodzi z IV wieku, przechowywany w British Museum.
- Codex Alexandrinus (A), zawiera 773 karty, z kompletnym tekstem całej greckiej Biblii (według katolickiego kanonu) – opuszcza jedynie pięć fragmentów – oraz 3 i 4 Machabejska, Ody Salomona, Ps 151 i dwa Listy Klemensa; pochodzi z V wieku; przechowywany w British Museum.
- Codex Vaticanus (B), liczy dziś 634 karty, zawiera grecki tekst Pisma Świętego od Rdz 46, 28 do Hbr 9, 14 (zewnętrzne karty zaginęły); pochodzi z IV wieku; ok. roku 1000 poprawiono wyblakłe litery; przechowywany w Rom. Bibl. Vat. Księgi Machabejskie i Psalmy Salomona zostały opuszczone.
- Codex Ephraemi Syri rescriptus (C), fragmenty Hi; Prz; Kzn; Pnp; Mdr; Syr; NT.
- Codex Colberto-Sarravianus (G), IV/V wiek, Rodzaju 31:5 – Sędziów 21:12 z lukami.
- Wiedeńska Genesis (L), V/VI wiek, Księga Rodzaju z lukami.
- Codex Marchalianus (Q), VII wiek, zawiera proroków.
- Codex Turicensis (T), VII wiek, Psalmy i Ody.
- Codex Freer Greek MS. V (WI), V wiek, Pwt 5, 16–16, 18; Jz 3, 3–4, 10.

## Przekłady
W I tysiącleciu przetłumaczono z Septuaginty na starołacińskie przekłady Italę i Afrę, przekłady na dialekty koptyjskie (saidzki, achmimicki, bohairski), niektóre z przekładów syryjskich, na język etiopski, arabski, gocki, ormiański, gruziński i staro-cerkiewno-słowiański. Niektóre partie Wulgaty w Starym Testamencie zostały częściowo oparte na Septuagincie w recenzji heksaplarnej.
Najbardziej znane tłumaczenia na języki nowożytne:
- W 1808 roku Charles Thomson przełożył Septuagintę na język angielski[28]. Jego przekład został zrewidowany w 1954 roku przez C.A. Musesa.
- Najpopularniejszym angielskim przekładem jest tłumaczenie dokonane przez sir Lancelota C.L. Brentona w 1851 roku[28]. Swój przekład oparł na Kodeksie Watykańskim. W 2008 roku Stauros Ministries wydało The Apostles' Bible jako rewizję przekładu Brentona.
- Oxford University Press opublikowało A New English Translation of the Septuagint and the Other Greek Translations Traditionally Included Under that Title (NETS)[29]. Tłumaczenia podjęło się środowisko akademickie The International Organization for Septuagint and Cognate Studies (IOSCS), które posłużyło się wydaniem krytycznym greckiego tekstu Septuaginty.
- W 2013 roku Oficyna Wydawnicza „Vocatio” wydała przekład Septuaginty na język polski. Tłumaczenia podjął się ks. prof. dr hab. Remigiusz Popowski SDB[30].

## Wydania drukowane
Za najważniejsze wydania drukowane uznawane są:
- Poliglota kompluteńska (Alcalá, 1514–1517) – do tekstu greckiego zostały użyte różne manuskrypty, dziś zaginione, prawdopodobnie dosyć stare, ponieważ tekst zawiera niektóre warianty nieznane.
- wydanie Aldina (Wenecja, 1518) – przygotowana przez Andreasa Asolanusa, prawdopodobnie na bazie dosyć późnych rękopisów, uważana za wersję o małej wartości
- wydanie Sykstyńskie (Rzym, 1587) – zrealizowane na zlecenie papieża Sykstusa V, na podstawie Kodeksu Watykańskiego, niestety czasem w zbyt dużej zależności od wydania Aldina; to wydanie stało się normatywnym dla wielu kolejnych, aż do XIX wieku
- wydanie J.E. Grabe (Oxford, 1707–1729) – oparta na Kodeksie Aleksandryjskim, z użyciem (wprost zaznaczonym) także innych manuskryptów
- Robert Holmes, James Parsons: Vetus Testamentum Graecum cum variis lectionibus (Oxford 1798–1827) – pierwsze wydanie szerokie, oparte na Sykstyńskim, ale z bogatym uwzględnieniem także innych rękopisów
- wydanie Cambridge: Brooke-McLean-Thackeray, The Old Testament in Greek according to the Text of Codex Vaticanus, Supplemented from Other Uncial Manuscripts,with a Critical Apparatus Containing the Variants of the Chief Ancient Authorities for the Text of the Septuagint (Cambridge, 1906–1940) – użyto tekstu Kodeksu Watykańskiego, dodano aparat podający warianty zarówno manuskryptów greckich jak i Vetus Latina, tekstu koptyjskiego, armeńskiego, syroheksaplarny i innych; wydano tomy od Księgi Rodzaju do Tobiasza, nie planuje się dalszych
- wydanie Göttingen: Vetus Testamentum Graecum auctoritate Societatis Litterarum Göttingensis editum (od 1926–) – wydanie krytyczne (tzn. starające się odnaleźć tekst oryginalny, nieoparte na żadnym konkretnym manuskrypcie), w aparacie krytycznym podano wiele różnych wariantów, podzielonych na rodziny tekstualne, kolejne tomy zaopatrzono w bogate wprowadzenia
- wydanie Alfreda Rahlfsa (Stuttgart, 1935) – wydanie krytyczne, lecz „małe”, przygotowane z myślą o studentach, oparte przede wszystkim na Kodeksie Watykańskim, Synajskim i Aleksandryjskim; wznowione w 2006 roku przez Deutsche Bibelgesellschaft (z uwzględnieniem ponad 1000 poprawek)